# Сатиры

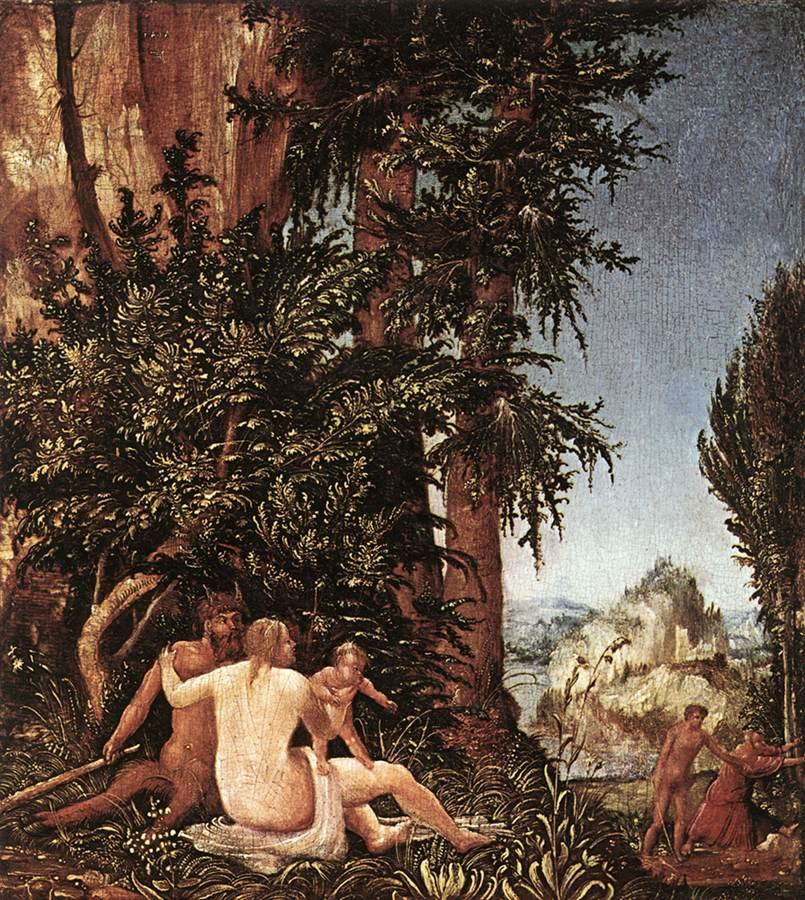
Альбрехт Альтдорфер. «Семья сатиров» (1507)

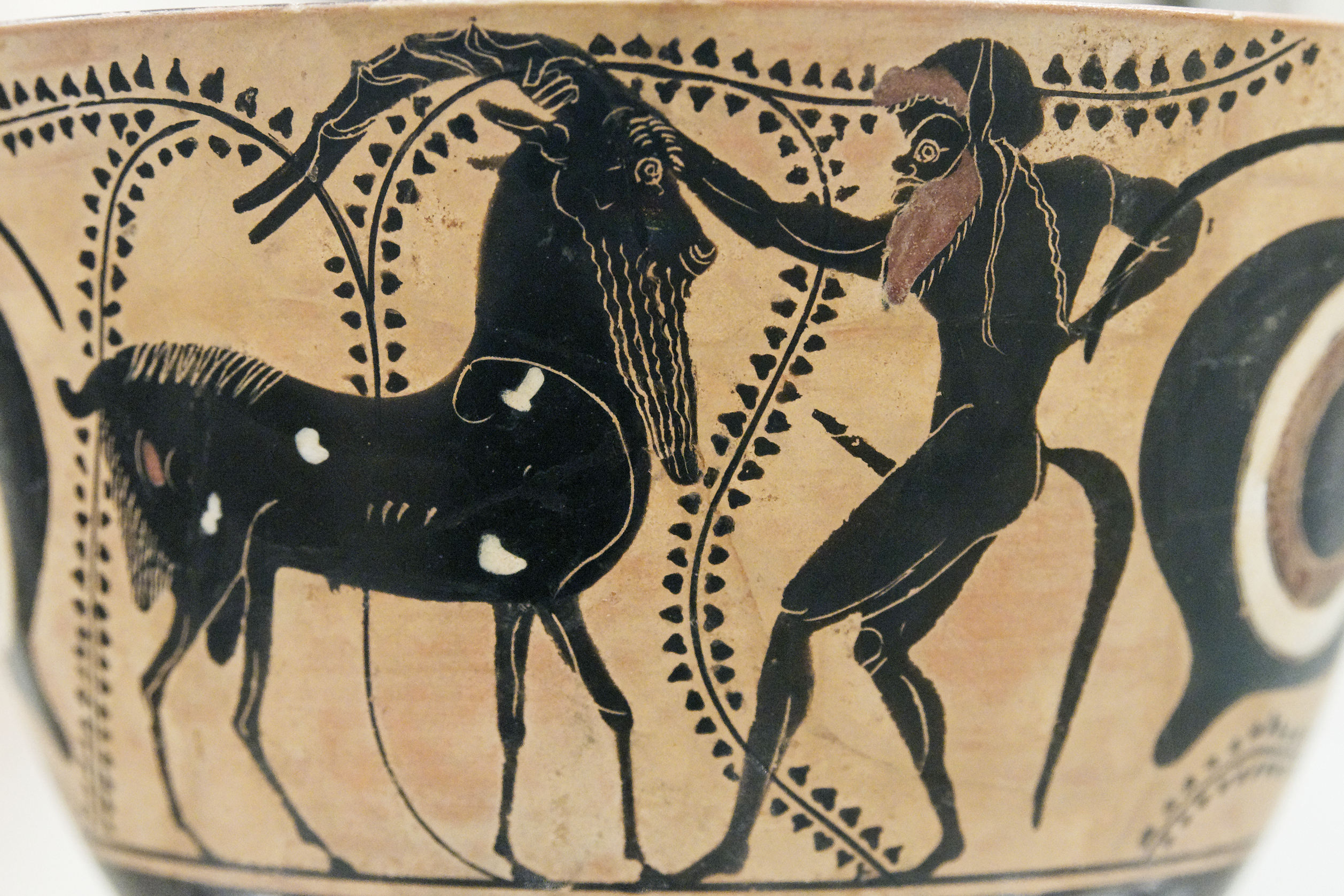
У козла слева короткий хвост, но у греческого сатира справа длинный конский хвост, а не козий хвост (аттическая керамика, 520 г. до н. э.).

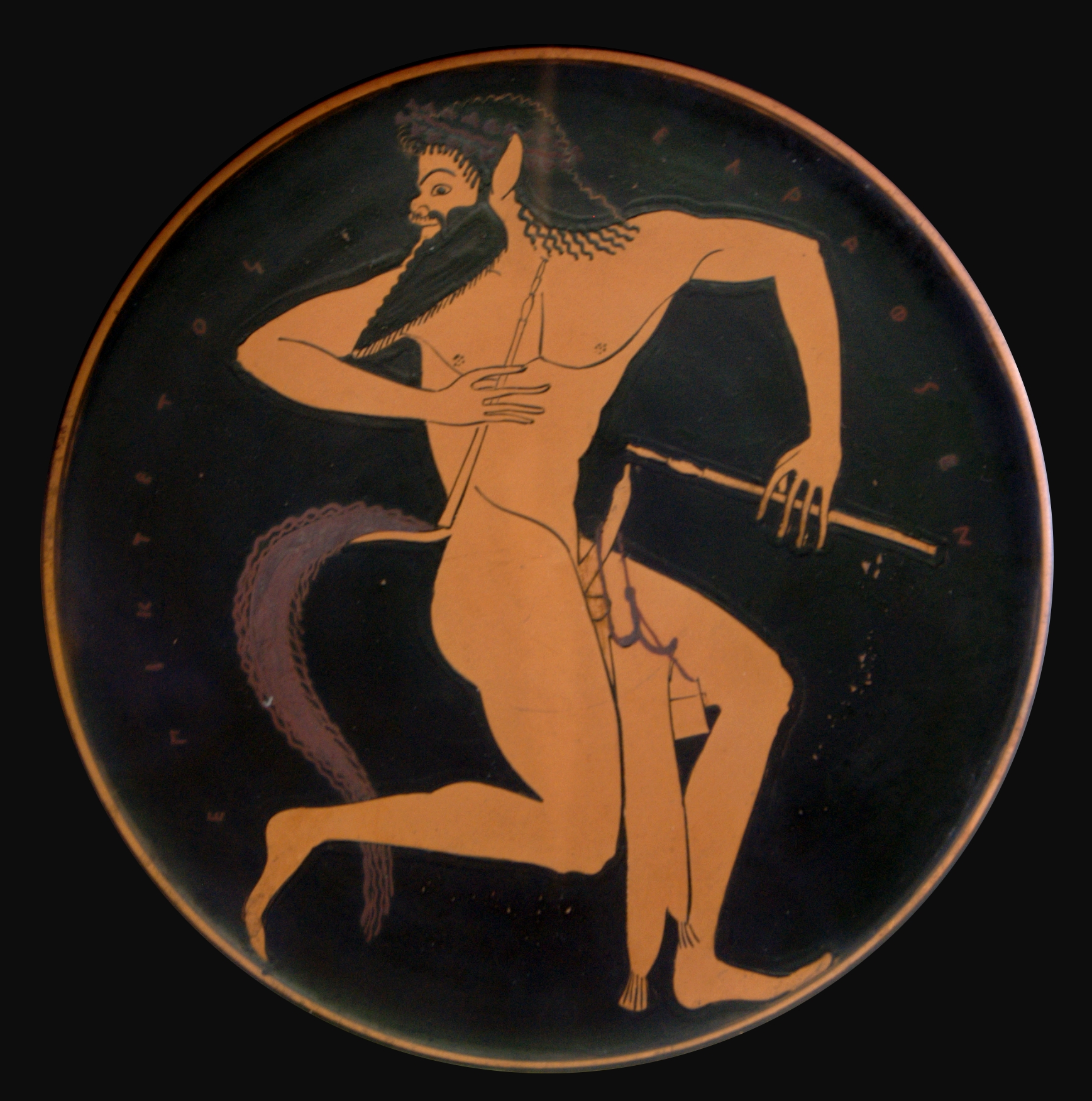
Сатир. Изображение на вазе работы вазописца Эпиктета

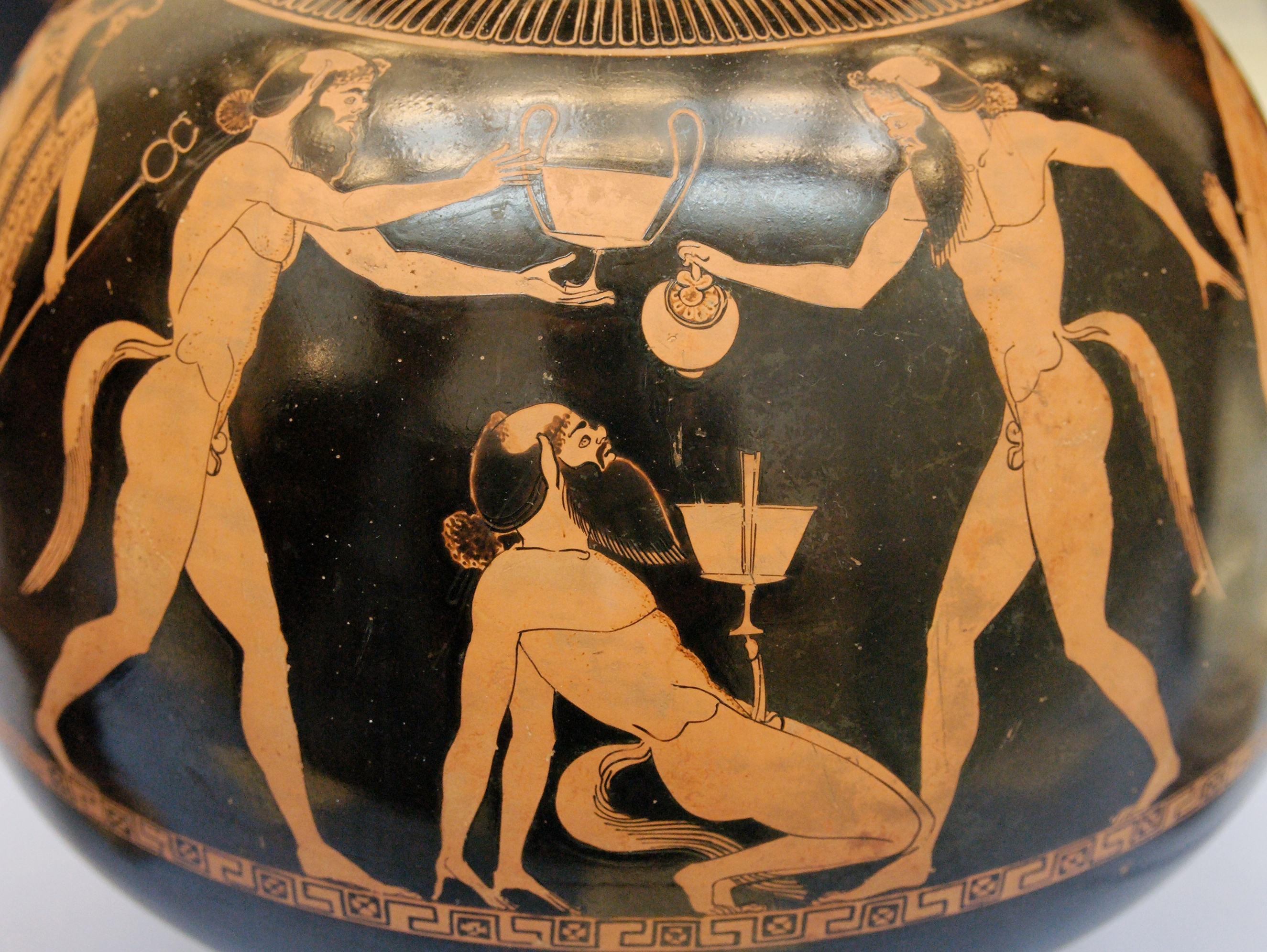
Комическая сценка с сатирами. Аттика, 500—490 гг до н. э.

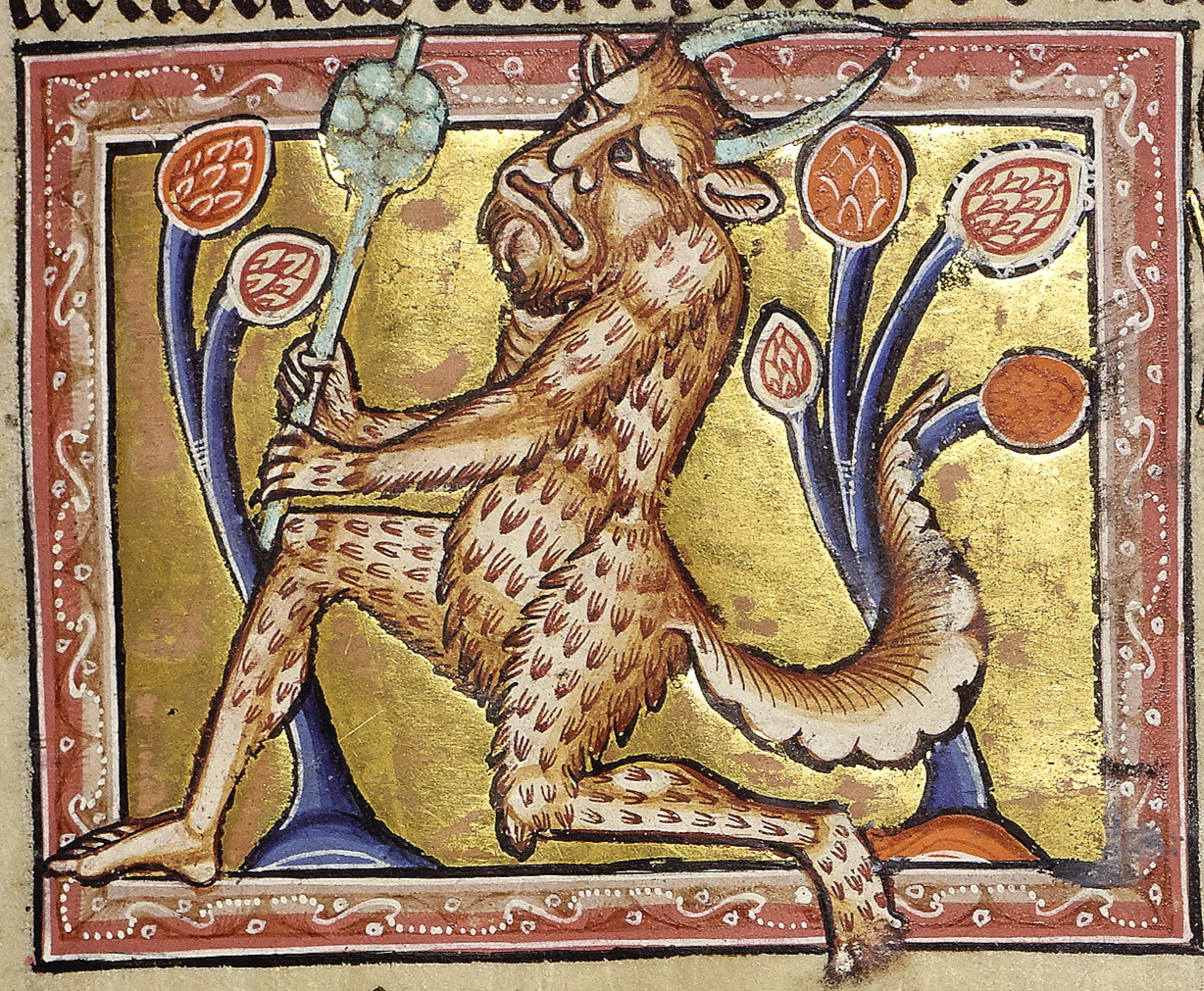
Средневековое изображение сатира из Абердинского бестиария, держащего жезл, напоминающего дубинку шута. Средневековые бестиарии отождествляли сатиров с западноевропейскими дикими людьми.

Сати́ры (др.-греч. Σάτυροι, ед. ч. Σάτυρος) — в греческой мифологии лесные божества, демоны плодородия, жизнерадостные козлоногие существа, населявшие греческие острова. Сатир ленив и распутен, он проводит время в пьянстве и охоте за нимфами.
По гипотезе А. А. Молчанова, *Satur- — древний минойский теоним. Происходит от корня *tur «владыка» и приставки *sa-. Встречается в минойской (линейного письма В) надписи первой половины XVII века до н. э. ro-we-sa-ze-ro.
Об их происхождении рассказывает Гесиод. Они впервые приготовили вино. Славились пристрастием к алкоголю и избыточной сексуальной активностью. Сатиры составляли свиту бога виноделия Диониса — всегда веселящуюся и поющую. Легенда гласит, что именно сатиры спасли критскую царевну Ариадну, которую её афинский возлюбленный Тесей оставил спящей на берегу Наксоса.
Были известны статуи сатира работы Праксителя и Фимила. По рационалистической интерпретации, это люди, которые жили в горах и не мылись, отчего и считалось, что они покрыты козьим мехом.

## Описание
Сатиры — териоморфные и миксантропичные (сочетающие черты человека и животного (от др.-греч. μιξο- (mixo-) — полу- и ἄνθρωπος (ánthrōpos) — человек)) существа, покрытые шерстью и бородатые, а также с копытами (козлиными или лошадиными), с лошадиными хвостами, с рожками или лошадиными ушами, однако торс и голова у них человеческие. Символом их неиссякаемого плодородия является фаллос. Они задиристы, похотливы, влюбчивы, наглы, зачастую преследуют нимф и вакханок (Hymn. Hom. IV 262 след.).
Сатиры наделялись характеристиками диких существ, обладающих животными качествами, мало задумывающихся о человеческих запретах и нормах морали. Кроме того, они отличались фантастической выносливостью, как в битве, так и за праздничным столом. Св. Димитрий Ростовский писал, что «ни одно животное не может догнать сатира, разве только тогда, когда он будет болен или состарится». Большой страстью сатиров было увлечение музыкой, флейта — один из основных атрибутов сатира. Также атрибутами сатиров считались тирс, флейта, кожаные мехи или сосуды с вином.
Сатиры часто изображались на полотнах великих художников. Часто сатирам составляли компанию и девушки, к которым сатиры питали известную слабость. Сатиры — низшие божества, также как нимфы.

## Сатиры
Сатиры — некие мифические персонажи, связанные со служением Дионису. В Гортине был праздник Титиры в честь брака Зевса и Европы. Имя Титир носит герой Феокрита и Вергилия.

## Список сатиров
1. Астрей. Сын Силена, участник индийского похода Диониса[14].
2. Гемон. Сатир, участник индийского похода Диониса[15].
3. Гипсикер (Хюпсикер). Сатир, участник индийского похода[16].
4. Киссос. Сатир, друг юности Диониса[17]. Стал плющом[18].
5. Кордак. Сатир, слуга Диониса, изобрёл вид пляски, названный его именем[19].
6. Ламис. Сатир, участник индийского похода[20].
7. Леней. Сын Силена. Состязался с Дионисом[21]. Участник индийского похода[14]. Сражался с Туреем[22].
8. Ленобий. Сатир, участник индийского похода Диониса[20].
9. Лик. Сатир, участник индийского похода Диониса[23].
10. Ликон. Сатир, участник индийского похода Диониса[15].
11. Марон. Сын Силена, возничий Диониса[24]. Участник индийского похода[14]. Состязался в пляске в играх по Стафилу[25].
12. Марсий. Сатир, пастух, наказанный Аполлоном за выигранное состязание.
13. Напей (Напайос). Сатир, участник похода[26].
14. Орест. Сатир, участник индийского похода Диониса[16].
15. Пемений (Поймений). Сатир, участник индийского похода[16].
16. Петрей (Петрайос). Сатир, участник индийского похода Диониса[27].
17. Пилаэй. Сатир, участник индийского похода Диониса. Убит Тектафом[28].
18. Проном. Сатир, участник индийского похода. Сын Гермеса и Ифтимы[29].
19. Сикинид (Сикинн). Сатир, слуга Диониса, изобрёл вид пляски сикиниды, названный его именем[19]. Был критянином либо варваром[30]. Отождествляется с Сикином.
20. Силен.
21. Скиртос («прыгун»). Сатир, участник индийского похода[31].
22. Ферей. Сатир, участник индийского похода[27].
23. Фереспонд. Сатир, участник индийского похода[23]. Сын Гермеса и Ифтимы, вестник Диониса[32].
24. Фиас (Тиасос). Сатир, участник индийского похода[16].
25. Флегрей (Флеграйос). Сатир, участник индийского похода[26].
26. Эммел. Сатир, слуга Диониса, изобрёл вид пляски эммелия, названный его именем[19].
27. Эстр (Ойстр). «бешенство». Сатир, участник индийского похода[31].